# Драгомир Драганов (музикант)
Вижте пояснителната страница за други личности с името Драгомир Драганов.
Драгомир Драганов е български музикант, китарист, композитор, продуцент, издател.

## Биография
Роден е на 24 февруари 1965 г. в София. През 1981 г. основава група Марс, но тя просъществува само 2 години, тъй като членовете ѝ влизат в казармата. През 1986 г. Драганов свири в студентската група Трафик. По-късно основава група „Титан“, която свири прогресив рок и записва демо албум, който обаче не е издаден. През март 1991 г. музикантът става част от група Епизод, свирейки и създавайки музиката в албумите на групата. През 2009 г. напуска Епизод и започва солова кариера. Основава и собствен лейбъл – Double D Music. През 2010 г. участва в EP на Dimmi Argus като китарист, композитор, автор на аранжментите и издател. Китаристът издава 4 албума с инструментална музика – „Alter ego“, „Beyond the time“, „Bleeding Earth“ и Dracoustica. През май 2012 г. основава група „Еталон“. През декември 2013 г. основава група „Българи“. През октомври 2015 основава акустично трио „.D.V.D.“

## Дискография

### С „Епизод“
- Молете се... (1992)
- Мъртвец сред мъртъвци (1993)
- Респект (1999)
- Българският бог (2002)
- Дошло е време (2003)
- Мъжки песни (2004)
- Свети Патриарх Евтимий (2004)
- Нашите Корени (2006)
- Старият Войн (2008)

### Соло албуми
- Alter Ego (2009)
- Beyond the time (2012)
- Bleeding Earth (2017)
- Dracoustica (2017)

### C Dimmi Argus
- Black And White (EP) (2010)

### С „Еталон“
- Никога на колене (2013)
- Победител (2017)

### С „Българи“
- Българи (2014)